# Susie Scanlan
Susie Scanlan, född den 4 juni 1990 i South St. Paul, Minnesota, är en amerikansk fäktare som ingick i USA:s lag som tog OS-brons i damernas lagtävling i värja i samband med de olympiska fäktningstävlingarna 2012 i London.